# 秋田県議会
秋田県議会（あきたけんぎかい）は、秋田県に設置されている地方議会である。

## 概要

### 任期
4年。

### 定数
41人。

### 選出方法
中選挙区制と小選挙区制を実施。

### 所在地
秋田県秋田市山王四丁目1-1

### 委員会[2]
- 常任委員会
  - 総務企画委員会
  - 福祉環境委員会
  - 農林水産委員会
  - 産業観光委員会
  - 建設委員会
  - 教育公安委員会
  - 議会運営委員会
- 特別委員会
  - 予算特別委員会
  - 決算特別委員会

#### 過去にあった特別委員会
- 議員定数等調査特別委員会
- 秋田空港ターミナルビル株式会社における経営実態等を解明する調査特別委員会（百条委員会）
- 子育て支援・教育充実等に関する調査特別委員会
- 行政組織再編調査特別委員会
- 総合防災対策調査特別委員会
- 経済活性化・雇用対策調査特別委員会
- 第三セクター等の経営に関する調査特別委員会
- 地方創生に関する調査特別委員会
- 地域社会の維持・活性化に関する調査特別委員会
- 企業の振興と人材の確保に関する調査特別委員会

### 事務局[3]
- 議会事務局
  - 総務課
  - 議事課
  - 政務調査課

## 会派
| 会派名     | 議員数 | 所属党派   | 女性議員数 | 女性議員の比率(%) |
| ---------- | ------ | ---------- | ---------- | ----------------- |
| 自由民主党 | 27     | 自由民主党 | 2          | 7.41              |
| みらい     | 5      | 無所属     | 0          | 0                 |
| 立憲民主党 | 5      | 立憲民主党 | 1          | 20                |
| 社会民主党 | 1      | 社会民主党 | 1          | 100               |
| 日本共産党 | 1      | 日本共産党 | 1          | 100               |
| 公明党     | 1      | 公明党     | 0          | 0                 |
| きらり     | 1      | 無所属     | 1          | 100               |
| 計         | 41     |            | 6          | 14.63             |

## 各選挙区の定数・区域・選出議員
- 選挙区数は14選挙区ある。

| 選挙区                   | 定数 | 市町村             | 選出議員（会派・当選回数） |
| ------------------------ | ---- | ------------------ | --- |
| 秋田市選挙区             | 12   | 秋田市             | 松田豊臣（公・2） 武内伸文（自・1） 桜田憂子（立・1） 加賀屋千鶴子（共・3） 工藤嘉範（自・5） 竹下博英（自・5） 宇佐見康人（自・2） 三浦茂人（み・4） 今川雄策（自・3） 島田薫（自・2） 川辺隼之介（自・1） 福田博之（立・1） |
| 能代市・山本郡選挙区     | 3    | 能代市・山本郡     | 髙橋武浩（自・3） 薄井司（立・3） 佐藤信喜（自・3） |
| 横手市選挙区             | 4    | 横手市             | 鶴田有司（自・8） 小原正晃（立・4） 柴田正敏（自・6） 山形健二（み・1） |
| 大館市選挙区             | 3    | 大館市             | 小棚木政之（自・1） 鈴木洋一（自・9） 石田寛（立・8） |
| 男鹿市選挙区             | 1    | 男鹿市             | 杉本俊比古（自・3） |
| 湯沢市・雄勝郡選挙区     | 3    | 湯沢市・雄勝郡     | 住谷達（自・2） 佐藤正一郎（み・4） 高橋健（自・1） |
| 鹿角市・鹿角郡選挙区     | 2    | 鹿角市・鹿角郡     | 児玉政明（自・2） 川口一（自・7） |
| 由利本荘市選挙区         | 3    | 由利本荘市         | 加藤鉱一（自・5） 三浦英一（み・6） 小野一彦（自・2） |
| 潟上市選挙区             | 1    | 潟上市             | 瓜生望（自・2） |
| 大仙市・仙北郡選挙区     | 4    | 大仙市・仙北郡     | 加藤麻里（社・4） 原幸子（自・5） 渡部英治（み・5） 小山緑郎（自・2） |
| 北秋田市・北秋田郡選挙区 | 2    | 北秋田市・北秋田郡 | 佐藤光子（き・1） 北林丈正（自・5） |
| にかほ市選挙区           | 1    | にかほ市           | 佐々木雄太（自・3） |
| 仙北市選挙区             | 1    | 仙北市             | 高橋豪（自・2） |
| 南秋田郡                 | 1    | 南秋田郡           | 鈴木真実（自・2） |
| 定数                     | 41   |                    | |

### 定数・選挙区の推移
- 2007年（平成19年）4月8日選挙 - 選挙区17→14・定数48→45
  - 秋田市選挙区（11人）・河辺郡選挙区（1人）→秋田市選挙区（13人）
  - 能代市選挙区（2人）・山本郡選挙区（2人）→能代市山本郡選挙区（4人）
  - 横手市選挙区（2人）・平鹿郡選挙区（3人）→横手市選挙区（4人）
  - 湯沢市選挙区（1人）・雄勝郡選挙区（2人）→湯沢市・雄勝郡選挙区（3人）
  - 本荘市選挙区（2人）・由利郡選挙区（3人）→由利本荘市選挙区（4人）・にかほ市選挙区（1人）
  - 大曲市選挙区（2人）・仙北郡選挙区（5人）→大仙市・仙北郡選挙区（5人）・仙北市選挙区（1人）
  - 南秋田郡選挙郡（3人）→潟上市選挙区（1人）・南秋田郡選挙郡（1人）
  - 北秋田郡選挙区（3人）→北秋田市・北秋田郡選挙区（2人）
- 2015年（平成27年）4月12日選挙 - 定数45→43
  - 秋田市選挙区13人→12人
  - 由利本荘市選挙区4人→3人
- 2023年（令和5年）4月9日選挙 - 定数43→41
  - 能代市山本郡選挙区4人→3人
  - 大仙市仙北郡選挙区5人→4人

## 議員報酬等
| 役職   | 報酬            | 政務活動費                         |
| ------ | --------------- | ---------------------------------- |
| 議長   | 月額 91万0000円 | 会派／月額 3万円 個人／月額 28万円 |
| 副議長 | 月額 81万0000円 | 会派／月額 3万円 個人／月額 28万円 |
| 議員   | 月額 78万0000円 | 会派／月額 3万円 個人／月額 28万円 |

※別途、年2回期末手当あり

## 主な秋田県議会議員出身者

### 衆議院議員
- 冨樫博之
- 村岡兼造（元職）
- 二田孝治（元職）
- 御法川英文（元職）
- 高松和夫（元職）
- 京野公子（元職）
- 中川利三郎（元職）
- 川口大助（元職）

### 参議院議員
- 中泉松司（元職）
- 鈴木安孝（元職）
- 斉藤滋宣（元職、初代能代市長）

### 秋田県知事
- 鈴木健太（公選21代）

### 秋田県内各市長
- 川口大助（13代目秋田市長）
- 荻原麟次郎（14代目秋田市長）
- 穂積志（18代目秋田市長）
- 沼谷純（19代目秋田市長・現職）
- 長谷部誠（2代目由利本荘市長）
- 斉藤滋宣（初代能代市長・現職）
- 津谷永光（2代目北秋田市長・現職）
- 門脇光浩（2代目仙北市長）
- 佐藤一誠（6代目旧男鹿市長、初代男鹿市長）
- 渡部幸男（2代目男鹿市長）
- 菅原広二（3代目男鹿市長・現職）
- 栗林次美（6代目旧大曲市長、初代大仙市長）
- 鈴木俊夫（6代目旧湯沢市長、初代・3代目湯沢市長）
- 鈴木雄大（3代目潟上市長・現職）

### 秋田県内各町村長
- 伊藤憲一（2代目旧雄和町長）
- 安藤豊（8代目羽後町長）
- 齋藤正寧（3代目井川町長）

### その他要職就任者
- 穂積惇（秋田赤十字病院院長）
- 加藤義康（秋田県畜産農業協同組合組合長、全国畜産農業協同組合連合会代表理事会長）

## 秋田県内自治体首長出身の県議

### 現職

#### 町村長出身者
- 加藤鉱一（3代目旧岩城町長）
- 佐藤正一郎（6代目羽後町長）

### 元職

#### 市長出身者
- 石川錬治郎（元秋田市長）
- 小番宜一（旧本荘市長）

#### 町村長出身者
- 佐藤賢一郎（旧比内町長）
- 小松隆明（旧西仙北町長）
- 近藤健一郎（旧森吉町長）
- 沢口フク（旧中川村長）